# Université préfectorale d'infirmières d'Okinawa
L'Université préfectorale d'infirmières d'Okinawa (沖縄県立看護大学, Okinawa kenritsu kango daigaku) est une université publique du Japon située dans la ville de Naha.